# جينباتشي نيزو
جينباتشي نيزو (باليابانية: 根津甚八) هو كاتب سيناريو ومخرج وممثل ياباني، ولد في 1 ديسمبر 1947 في اليابان، وتوفي بنفس المكان في 29 ديسمبر 2016 بسبب سرطان.

## أعمال

### أفلام
- (1980) كاجيموشا
- (1985) ران

## ترشيحات
- Japan Academy Film Prize for Outstanding Performance by an Actor in a Leading Role [الإنجليزية]‏ (1983)

## وصلات خارجية
- جينباتشي نيزو على موقع IMDb (الإنجليزية)
- جينباتشي نيزو على موقع ألو سيني (الفرنسية)
- جينباتشي نيزو على موقع ميوزك برينز (الإنجليزية)
- جينباتشي نيزو على موقع ديسكوغز (الإنجليزية)
- جينباتشي نيزو على موقع قاعدة بيانات الفيلم (الإنجليزية)